# Sankt Antönien
Sankt Antönien (toponimo tedesco; in romancio Sontg Antönia, deseuto) è stato un comune svizzero di 331 abitanti nel distretto di Prettigovia/Davos (Canton Grigioni), istituito nel 1979 e soppresso nel 2015.

## Storia
Il comune di Sankt Antönien fu istituito nel 1979 con la fusione dei comuni soppressi di Sankt Antönien Castels e Sankt Antönien Rüti e il 1° gennaio 2007 inglobò l'altro comune soppresso di Sankt Antönien Ascharina; fu soppresso il 31 dicembre 2015 e il 1º gennaio 2016 è stato accorpato al comune di Luzein, nella regione Prettigovia/Davos. La sede municipale era Sankt Antönien Platz.

## Monumenti e luoghi d'interesse
- Chiesa riformata di Sant'Antonio a Sankt Antönien Platz, eretta nel XIV secolo e ricostruita nel 1493[2].

## Società

### Evoluzione demografica
L'evoluzione demografica è riportata nella seguente tabella:
Abitanti censiti

## Geografia antropica

### Frazioni
Le frazioni di Sankt Antönien sono:
- Gafien
- Partnun
- Sankt Antönien Ascharina (o Ascharina)[4]
  - Inner-Sankt Antönien Ascharina
  - Mittel-Sankt Antönien Ascharina
  - Usser-Sankt Antönien Ascharina
- Sankt Antönien Castels (o Castels)
- Sankt Antönien Platz (o Platz)
- Sankt Antönien Rüti (o Rüti)